# محمود أباد (كرج)
محمود أباد هي قرية في مقاطعة كرج، إيران. عدد سكان هذه القرية هو 2,430 في سنة 2006.